# 乌金桑布
乌金桑布（又作乌坚桑布）是藏传佛教宁玛派的喇嘛，掘藏师白玛林巴之弟。
乌金桑布出生于西藏南部的本塘（今位于不丹）。后来他在其兄白玛林巴派遣下到门隅传教，是最早将藏传佛教传入该地区的喇嘛。他到门隅之后，在当地建立了乌金林、森格林、措杰林三座宁玛派寺庙，该地也因而被称为拉俄域松（即“三神地”之意）。此外，他还与当地土王索嘎尔瓦之女多吉宗巴成婚。其后，他又在此建立了达旺寺（该寺后来在五世达赖喇嘛期间由梅惹·洛珠嘉措改为格鲁派寺庙），这也是现今此地名称“达旺”的由来。他一生在门隅传播佛法，在其影响下，许多门巴族民众皈依了佛教。最终，他在乌金林圆寂。
出生于达旺的第六世达赖喇嘛仓央嘉措是乌金桑布的第十世孙。